# Volker Grabow
Volker Grabow (* 27. September 1956 in Essen) ist ein deutscher Ruder-Weltmeister und Sportdidaktiker.

## Leben
Er wuchs in Witten auf, wo er 1975 sein Abitur machte. Seit 1989 ist er wissenschaftlicher Mitarbeiter am Institut für Sport und Sportwissenschaft der Technischen Universität Dortmund. Außerdem arbeitet er in der trainingswissenschaftlichen Betreuung der deutschen Ruder-Nationalmannschaft.

## Sportliche Erfolge
Volker Grabow erlangte 13 deutsche Meistertitel im Zweier, Vierer und Achter. Seine größten Erfolge stellen zwei Weltmeistertitel dar: 1983 und 1985 im Vierer ohne Steuermann zusammen mit Norbert Keßlau, Jörg Puttlitz und Guido Grabow; in der gleichen Besetzung wurden sie bei den Olympischen Spielen 1984 Vierte und bei der Weltmeisterschaft 1986 Zweite. Bei den Olympischen Spielen 1988 in Seoul/Südkorea gewann er im Vierer eine Bronzemedaille.
Für seine sportlichen Erfolge wurde er mit dem Silbernen Lorbeerblatt ausgezeichnet.